# Albi dell'Intrepido
Albi dell'Intrepido (poi Albo dell'Intrepido) furono diverse serie di riviste a fumetti pubblicate in Italia dagli anni trenta agli anni settanta dall'Editrice Universo.

## Storia editoriale
La prima fu una collana che nacque come supplememto alla serie dell'Intrepido ma che poi divenne una testata autonoma; pubblicava serie inedite a fumetti e venne edita dal 1937 al 1942 per 102 numeri. Nello stesso periodo una seconda collana omonima venne pubblicata dallo stesso editore dal 1939 fino al 1942 per 150 numeri e incentrata su albi monografici dedicati a varie serie a fumetti. Nel dopoguerra esordì una nuova serie che verrà pubblicata dal 1946 al 1976 per 1610 numeri; dal 1971 la testata venne modificata in Albo dell'Intrepido e, dal 1976, divenne Albo TV, titolo col quale dal 1977 venne edita una nuova serie che ne continuò la numerazione degli anni dalla fondazione ma non la numerazione.
Negli anni novanta ci fu un tentativo di riproporre la testata con una nuova serie, Albo dell'intrepido mese, che ripropose sia storie del passato che di nuova realizzazione. Venne edita solo per undici numeri dalla Casa Editrice Blitz.